# Selenocosmia hirtipes
Selenocosmia hirtipes là một loài nhện trong họ Theraphosidae.
Loài này thuộc chi Selenocosmia. Selenocosmia hirtipes được Embrik Strand miêu tả năm 1913.